# Benigànim
Benigànim és una població del País Valencià a la comarca de la Vall d'Albaida.

## Geografia
Benigànim està situat en el sector nord-est de la Vall d'Albaida. En el seu terme hi ha zones de gran interés paisatgístic, com ara la Solana, on s'han localitzat vestigis de poblaments del tercer mil·lenni aC, del període prehistòric del Calcolític-Eneolític.
Per carretera, des de València, s'arriba a la localitat a través de la A-52 per a enllaçar amb la N-430 i accedir a la CV-610 cap a Gandia i més avant amb la CV-611. Per ferrocarril es pot arribar a través de la línia 47 de Renfe Mitjana Distància, també coneguda com a línia València-Xàtiva-Alcoi.
El terme municipal de Benigànim limita amb les localitats de Barxeta, Bellús, Quatretonda, el Genovés, Xàtiva, la Pobla del Duc, Guadasséquies i Sempere, totes situades a la província de València.

## Història
D'època prehistòrica hi ha un petit soterrament, del tercer mil·lenni aC, a la zona de la Penya Roja i un poblat ibèric del segle iv aC. La fundació, a partir d'una alqueria musulmana, s'atribuïx a Mahomet Ben-Gania, wazir de Xàtiva, que hauria donat nom al poble. El 1240, Jaume I va conquistar el lloc i va donar-lo als seus cavallers perquè el repoblaren. Serà cedit successivament a diverses famílies, igual que els seus annexes de Bellús, Alfarrassí, Sant Pere d'Albaida, Benissuera i Guadasséquies, els quals mantindrà fins al segle xvii. El 1602, Felip III de Castella li atorga el títol de vila reial, la qual cosa comporta la independència de Xàtiva i el dret a vot en les Corts de València.

## Economia
L'economia de Benigànim es basa en el sector industrial; no obstant això, també s'aprecia una important activitat comercial i de serveis, característica de tota la zona nord-est de la Vall d'Albaida. L'activitat industrial és diversa, amb sectors com ara el vidre, la fusta, el plàstic, el tèxtil, la tradicional de l'espardenya i algunes indústries menors prou diversificades.
Fins a la crisi del barroc en el segle xvii, la gran font de riquesa va ser el sector agrícola, especialment el de la vinya, però a partir de la recessió va decaure el sector i la vila es va especialitzar en xicotets negocis i en el comerç de licors i l'arrop i talladetes, que va originar una classe mitjana aleshores quasi inexistent en altres regions. En l'actualitat subsistix una xicoteta activitat agrícola.
Predominen els cultius de secà: vinya, oliveres i els fruiters de secà (prunes, albercocs i bresquilles). Les formes de regadiu antigues han sigut substituïdes per les formes modernes de regadiu per goteig, sobretot en els fruiters.

## Demografia
Des del segle xviii, en què hi hagué una important expansió agrícola, la tendència demogràfica ha estat a l'alça; en la dècada de 1950, fins i tot va rebre immigració de Múrcia i Albacete, atreta pel creixement del sector industrial, representada pel calcer i el tèxtil. El 2014, el nombre d'habitants, de gentilici beniganins, era de 6.183. Un 76,80%, segons cens de 2001, saben parlar valencià.
| 1857  | 1877  | 1887  | 1900  | 1910  | 1920  | 1930  | 1940  | 1950  | 1960  | 1970  | 1981  | 1991  | 1996  | 2001  | 2006  | 2009  | 2010  | 2014  |
| ----- | ----- | ----- | ----- | ----- | ----- | ----- | ----- | ----- | ----- | ----- | ----- | ----- | ----- | ----- | ----- | ----- | ----- | ----- |
| 3.263 | 3.184 | 3.242 | 3.492 | 3.613 | 3.398 | 3.583 | 3.662 | 3.560 | 3.994 | 4.476 | 5.077 | 5.326 | 5.437 | 5.572 | 5.946 | 7.469 | 6.754 | 6.183 |

## Política i govern

### Composició de la Corporació Municipal
El Ple de l'Ajuntament està format per 13 regidors. En les eleccions municipals de 26 de maig de 2019 foren elegits 6 regidors del Partit Socialista del País Valencià (PSPV-PSOE), 5 del Partit Popular (PP) i 2 de Compromís per Benigànim (Compromís).
| Eleccions municipals de 26 de maig de 2019 - Benigànim                                                                                  |                                          |                                     |                                     |        |          |          |
| Candidatura | Candidatura                              | Candidatura                         | Cap de llista                       | Vots   | Vots     | Regidors |
| | Partit Socialista del País Valencià-PSOE |                                     | Amparo Canals Senabre               | 1.612  | 45,98%   | 6 (-1)   |
| | Partit Popular                           |                                     | Miguel Boluda Sempere               | 1.392  | 39,70%   | 5 ()     |
| | Compromís per Benigànim                  |                                     | Josep Enric Calero Martí            | 471    | 13,43%   | 2 (+1)   |
| | Vots en blanc                            |                                     |                                     | 31     | 0,88%    |          |
| Total vots vàlids i regidors | Total vots vàlids i regidors             | Total vots vàlids i regidors        | Total vots vàlids i regidors        | 3.506  | 100 %    | 13       |
| | Vots nuls                                | Vots nuls                           | Vots nuls                           | 48     | 1,35%    |          |
| Participació (vots vàlids més nuls) | Participació (vots vàlids més nuls)      | Participació (vots vàlids més nuls) | Participació (vots vàlids més nuls) | 3.554  | 76,86%** |          |
| Abstenció | Abstenció                                | Abstenció                           | Abstenció                           | 1.070* | 23,14%** |          |
| Total cens electoral | Total cens electoral                     | Total cens electoral                | Total cens electoral                | 4.624* | 100 %**  |          |
| Alcaldessa: Amparo Canals Senabre (PSPV) (15/06/2019) Per majoria absoluta dels vots dels regidors (8 vots: 6 de PSPV i 2 de Compromís) |                                          |                                     |                                     |        |          |          |
| Fonts: JEC, JEZ Xàtiva, M. Interior, Periòdic Ara. (* No són vots sinó electors. ** Percentatge respecte del cens electoral.)           |                                          |                                     |                                     |        |          |          |

### Alcaldes
Des de 2015 l'alcaldessa de Benigànim és Amparo Canals Senabre del Partit Socialista del País Valencià.
| Període                       | Alcalde o alcaldessa       | Partit polític | Data de possessió | Observacions |
| ----------------------------- | -------------------------- | -------------- | ----------------- | ------------ |
| 1979–1983                     | Francisco Salvador Oliver  |                | 19/04/1979        | --           |
| 1983–1987                     | Francisco Salvador Oliver  | AP-PDP-UL-UV   | 28/05/1983        | --           |
| 1987–1991                     | Francisco Salvador Oliver  | AP             | 30/06/1987        | --           |
| 1991–1995                     | Francisco Salvador Oliver  | PP             | 15/06/1991        | --           |
| 1995–1999                     | Francisco Salvador Oliver  | PP             | 17/06/1995        | --           |
| 1999–2003                     | José Ramón Vayá Vicent     | PSPV-PSOE      | 03/07/1999        | --           |
| 2003–2007                     | José Ramón Vayá Vicent     | PSPV-PSOE      | 14/06/2003        | --           |
| 2007–2011                     | Juan Antonio Puchades Arce | PP             | 16/06/2007        | --           |
| 2011–2015                     | Juan Antonio Puchades Arce | PP             | 11/06/2011        | --           |
| 2015–2019                     | Amparo Canals Senabre      | PSPV-PSOE      | 13/06/2015        | --           |
| 2019-2023                     | Amparo Canals Senabre      | PSPV-PSOE      | 15/06/2019        | --           |
| Des de 2023                   | n/d                        | n/d            | 17/06/2023        | --           |
| Fonts: Generalitat Valenciana |                            |                |                   |              |

## Transports

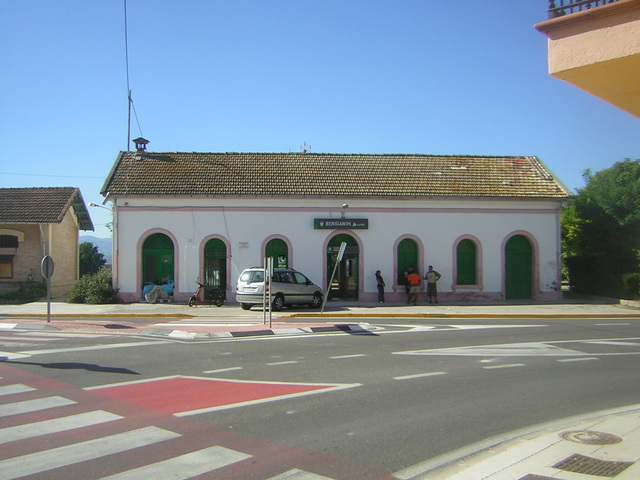
Estació ADIF Benigànim.

L'estació de ferrocarril de Benigànim pertany a la línia 47 de mitjana distància, coneguda com a Línia Xàtiva-Alcoi.

## Edificis d'interès

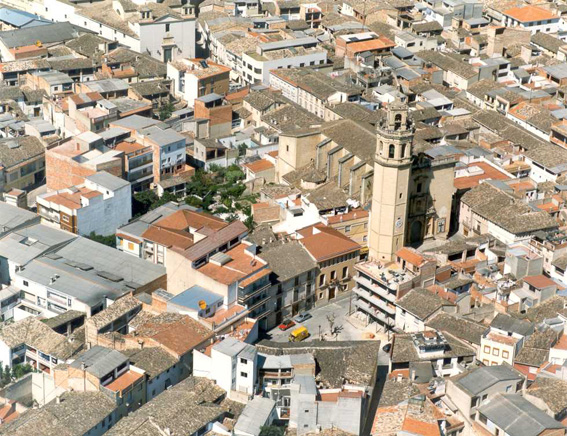
Església de Sant Miquel arcàngel.

- Església de Sant Miquel Arcàngel de Benigànim. Del segle xvii. Barreja els estils gòtic i renaixentista i té amb una bella torre renaixentista del 1616. Monument nacional des del 1983.
- Església del Crist de la Sang. Construïda sobre la mesquita, conserva una rica ornamentació.
- Convent de la Puríssima Concepció. Del segle xviii. Convent d'agustines descalces, on va viure i morir la beata Josepa de Santa Agnés, patrona de la ciutat.
- Església de la Mare de Déu dels Desemparats. Neogòtica de principis del segle xx.
- Monestir de la Trinitat. Antic convent dels franciscans, del 1574.

A més, destaca el barri de la Illeta, nucli de la població àrab; hi ha edificis civils com ara l'Ajuntament, la Casa de la Cultura, la casa de Ribelles o l'arc medieval.

## Festes

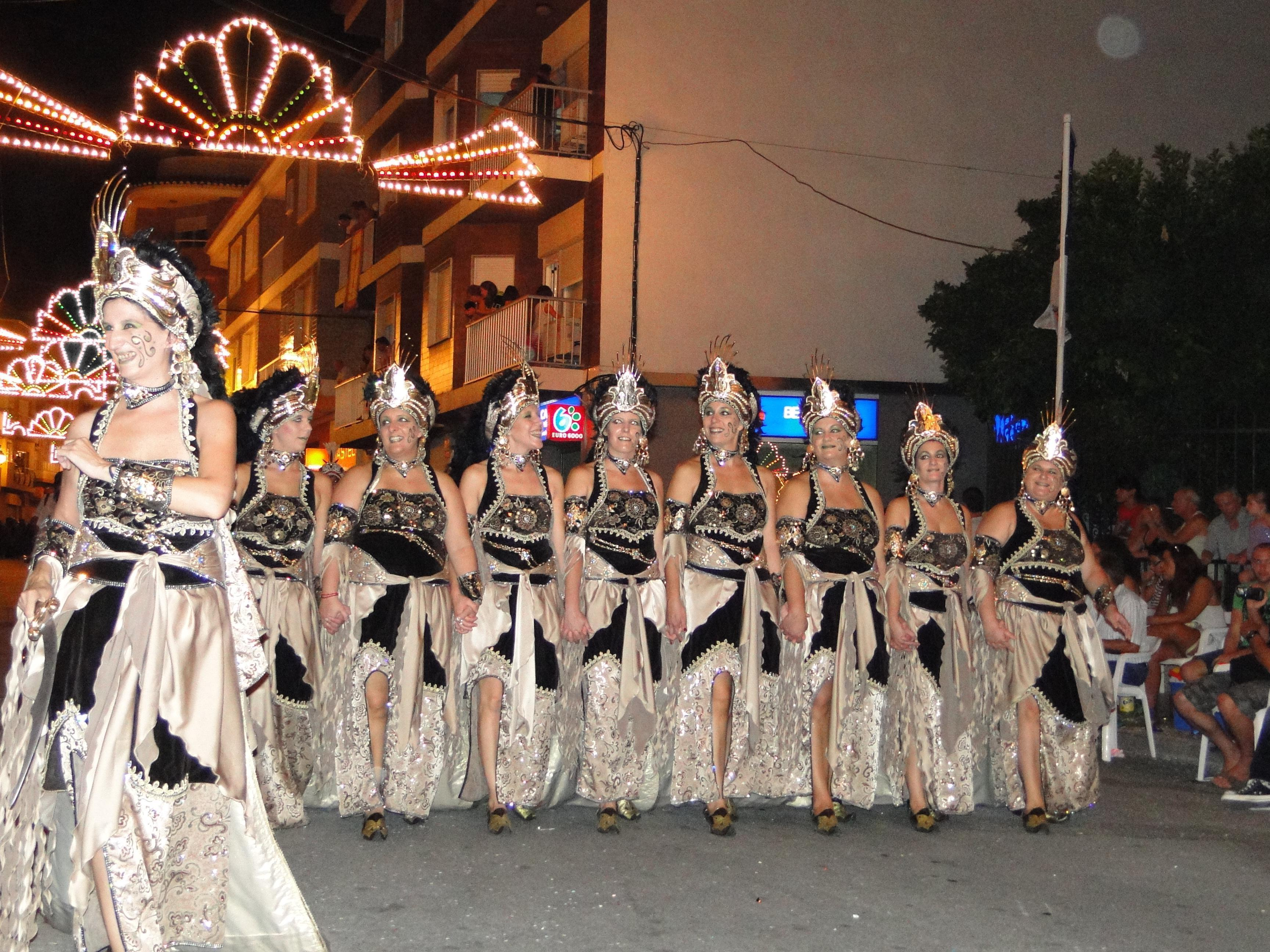
Festes de moros i cristians a Benigànim l'any 2010

- Festes patronals i de moros i cristians. Festes del Crist. Oficialment comencen l'última setmana d'agost. El dimecres és la "nit de les paelles", el dijous "la nit de l'olla", el divendres la presentació, el dissabte a la vesprada l'"Entrada de Moros i Cristians", el diumenge es realitza "l'ambaixada" i la "nit de les disfresses", el dilluns es realitza una altra "ambaixada" i una processó, i finalment, acaben el dimarts amb una cavalcada.

- Festa de la Beata Josepa de Santa Agnés. Se celebra el 21 de gener, però anteriorment se celebra un novenari; l'últim dia del qual, la vespra del dia de la festa, s'encén una foguera a la plaça de la Beata Agnés. A la matinada, comença el dia amb la popular despertà, cantada per la gent del poble, seguida de diverses misses. A les 11 h, es fa una missa de campanya multitudinària. A les 17 h comença la processó, que té una durada d'unes 3 hores. En el recorregut, es representen escenes plàstiques de la vida de la beata, i els carrers per on transcorre la processó estan engalanats pels veïns, tasca que a vegades pren molts mesos de preparació. La festa conclou amb el sorteig dels festers de l'any següent i amb un gran castell de focs d'artifici. En l'actualitat, la Conselleria de Turisme tramita la seua declaració com a interés turístic.

- Festa de Sant Antoni. Se celebra el cap de setmana següent al 17 de gener (dia de sant Antoni). Es fa una foguera, carreres de cavalls i una cavalcada; i a l'ermita té lloc la missa, processó, benedicció d'animals, repartició de pans beneïts i una mascletà.

- Festa del Xop (festa de la Mare de Déu dels Desemparats). Se celebra el segon cap de setmana de maig i està dedicada a la Mare de Déu dels Desemparats. És tradicional, el dissabte, plantar al mig d'una plaça un xop de grans dimensions perquè el diumenge els joves hi puguen pujar dalt. També el diumenge se celebra la processó amb la imatge de la Verge pels carrers de la barriada. En els últims anys, en les cases han tingut la pròpia iniciativa que, en passar la imatge per davant de les cases, li llancen pètals de rosa, a imitació de la processó de la ciutat de València

### Festes de barris o de caràcter exclusivament religiós
- Setmana Santa. La Setmana Santa de Benigànim consta de nombroses celebracions litúrgiques, l'acte central de les quals és la processó del Sant soterrament de Divendres sant al vespre, una tradició que va ser la més esplendorosa de la vall d'Albaida i que s'està recuperant en l'actualitat.

- Festa de la Mare de Déu de les Neus. Se celebra el primer cap de setmana d'agost en honor de la Mare de Déu de les Neus. En els seus primers anys, va tenir un gran atractiu turístic i festiu, ja que van anar-hi grans cantants i humoristes de l'època, però amb el pas dels anys va decaure; fins i tot, va haver-hi anys en què la festa no es va celebrar, però ara ha ressorgit. Hi cal destacar la nit del dissabte amb una revetla o discomòbil, i el diumenge la processó de la imatge recorrent els carrers de la barriada.

- Festa de la Mare de Déu del Carme. És una festa molt recent, encara que realment és recuperada, ja que l'original es va perdre amb el pas dels anys. Se celebra el dia 16 de juliol al carrer de les Ànimes, amb una eucaristia de campanya i després un romiatge amb la imatge de la Mare de Déu del Carme.

- Festa del Barri de la Creueta. És una festa recent que se celebra amb jocs populars i una cavalcada de disfresses l'últim cap de setmana de juliol.

- Rosari de la Divina Aurora. Cada primer de maig, els veïns del carrer de l'Aurora fan una processó resant el rosari en honor de la seua patrona, finalitzant amb la celebració de l'eucaristia a l'església de la Immaculada Concepció (Agustines descalces).

- Puríssima Concepció. Cada any, el 8 de desembre i el primer dia de maig, joves de la localitat festegen a la Puríssima Concepció amb la celebració de l'eucaristia i la repartició de pa beneït.

## Personatges destacats
- Josepa de Santa Agnès (1625-1696), religiosa beatificada pel papa Lleó XIII en 1888.
- Arcadio Tudela Martínez (1840-1885), terratinent i polític, diputat a les Corts Espanyoles durant la restauració borbònica.
- Antoni Gomar i Gomar (1849-1911), pintor paisatgista.
- Carlos Pellicer Andrés (1971-), director de banda i compositor.
- Alba Teruel Ribes (1996-), ciclista professional.